# Módłki
Módłki [pronunciación en polaco: /ˈmudu̯ki/] (en alemán: Moddelkau) es un pueblo ubicado en el distrito administrativo de Gmina Nidzica, dentro del Condado de Nidzica, Voivodato de Varmia y Masuria, en Polonia del norte. Se encuentra aproximadamente a 9 kilómetros al este de Nidzica y a 47 kilómetros al sur de la capital regional Olsztyn.